# Костел Святого Франциска Борджія
Костел Святого Франциска Борджія — дерев'яний костел у селі Розлуч Турківського району Львівської області.

## Історія
Костел Святого Франциска Борджія є рідкісним взірцем дерев'яного храму в неоготичному стилі. Зведений протягом 1901—1902 років як каплиця німецьких колонистів, храм збережений у первісному вигляді, з автентичними елементами. Особливо цікавий інтер'єр — поліхромні стіни та стеля, дерев'яний вівтар XVIII століття з різьбою та позолотою (типовий для львівської або перемиської шкіл епохи бароко).
Побудована святиня з ініціативи пароха з Турки отця Ігнасіо Кулаківського на кошти вірних і фінансової підтримки товариства Boni Pastoris. У 1903 році у селі проживало близько 230 німців. У 1917-1919 роках та у 1933 році відбулася реставрація та перебудова храму. У 1935 році встановлені нові дзвони. Після Другої світової війни костел використовували як колгоспний склад добрив, а пізніше — як зерносховище. З 1994 року триває процес передання його римо-католицькій парафії. Сьогодні храм закритий.